# 24e dynastie van Egypte
De vorsten van Manetho's 24e dynastie van Egypte stamden uit de stad Saïs. Dit vorstendom in de Nijldelta heeft in de late tijd van de Egyptische geschiedenis een belangrijke rol gespeeld.
Tijdens de Libische 22e dynastie van Egypte bestonden in Egypte rivaliserende vorstendommen, waarvan de eveneens Libische 24e dynastie in Saïs er één was. In Saïs regeerde in de tijd van Osorkon V van de 22e dynastie een koning genaamd Tefnacht (Stephinates), die zich 'Groot hoofd van de Liboe en prins van het westen' noemde. Hij had de westelijke Nijldelta in zijn macht en werd geaccepteerd door de vorsten van Hermopolis en Heracleopolis. Hij riep zich uit tot koning van Egypte en stichtte daarmee de 24e dynastie, die echter nooit het gehele land in handen kreeg. Een deel van het noorden erkende nog de vorsten van de 23e dynastie van Egypte die in het zuiden nog steeds de Godsvrouw van Amon noemden.
Later steunde het zuiden de Nubische vorsten van Napata in Koesj die de 25e dynastie van Egypte zouden leveren. Tefnacht werd opgevolgd door Bakenrenef (Bocchoris). In zijn tijd veroverden de Koesjieten vrijwel het gehele land en kwam geheel Egypte onder het gezag van de 25e dynastie van Egypte.

## Galerij

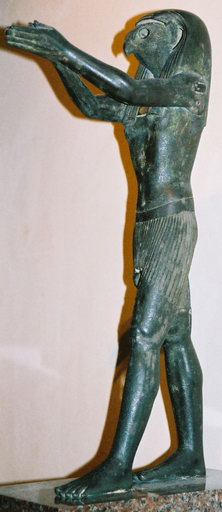
Beeldje van Horus uit de periode van de 24e Dynastie